# Francisco Villarroya
Francisco Javier Pérez Villarroya (ur. 6 sierpnia 1966 w Saragossie) – piłkarz hiszpański grający na pozycji defensywnego pomocnika.

## Kariera klubowa
Villarroya urodził się w Saragossie i tam też rozpoczął karierę piłkarską w klubie Real Saragossa. Po występach w drużynach młodzieżowej i rezerwowej został w 1984 roku członkiem pierwszego zespołu. 9 września tamtego roku zadebiutował w Primera División w przegranym 0:4 wyjazdowym spotkaniu z FC Barcelona. Poza debiutem nie wystąpił w żadnym spotkaniu, a do składu Realu wrócił dopiero w sezonie 1986/1987, ale wtedy tylko dwukrotnie pojawiał się na boiskach ligowych. Rok później był już graczem pierwszego składu Realu i przez kolejne trzy lata miał pewne miejsce w wyjściowej jedenastce. Łącznie w klubie z Saragossy wystąpił 100 razy i zdobył 6 bramek.
W 1990 roku Villarroya przeszedł do Realu Madryt. W barwach „Królewskich” swój pierwszy mecz rozegrał 8 września przeciwko Sevilli (0:2). W Realu grał w pierwszym składzie i w 1991 roku zajął 3. miejsce w La Liga, a w 1992 został z nim wicemistrzem Hiszpanii. Wystąpił też w finale Pucharu Hiszpanii, który Real przegrał 0:2 z Atlético Madryt. W 1993 roku znów został wicemistrzem kraju, tym razem jako rezerwowy i po raz pierwszy w karierze zdobył hiszpański puchar. Przez cztery sezony wystąpił 83 razy zdobywając jednego gola.
W 1994 roku Francisco po raz trzeci w karierze zmienił barwy klubowe. Został piłkarzem Deportivo La Coruña, a 24 września po raz pierwszy wystąpił w tej drużynie w meczu ligowym (1:1 z Espanyolem Barcelona). Na koniec sezonu został wicemistrzem Hiszpanii, ale rok później zajął dopiero 9. pozycję. W 1996 roku trafił do Sportingu Gijón (debiut: 2 września w wygranym 3:2 meczu z Espanyolem), ale w 1998 roku spadł z nim do Segunda División. Następnie grał w drugoligowym CD Badajoz i w 1999 roku zakończył piłkarską karierę.
| Sezon   | Klub                | Kraj      | Rozgrywki        | Mecze | Bramki |
| ------- | ------------------- | --------- | ---------------- | ----- | ------ |
| 1984/85 | Real Saragossa      | Hiszpania | Primera División | 1     | 0      |
| 1985/86 | Real Saragossa      | Hiszpania | Primera División | 0     | 0      |
| 1986/87 | Real Saragossa      | Hiszpania | Primera División | 2     | 0      |
| 1987/88 | Real Saragossa      | Hiszpania | Primera División | 23    | 1      |
| 1988/89 | Real Saragossa      | Hiszpania | Primera División | 37    | 1      |
| 1989/90 | Real Saragossa      | Hiszpania | Primera División | 37    | 4      |
| 1990/91 | Real Madryt         | Hiszpania | Primera División | 36    | 0      |
| 1991/92 | Real Madryt         | Hiszpania | Primera División | 34    | 1      |
| 1992/93 | Real Madryt         | Hiszpania | Primera División | 9     | 0      |
| 1993/94 | Real Madryt         | Hiszpania | Primera División | 4     | 0      |
| 1994/95 | Deportivo La Coruña | Hiszpania | Primera División | 17    | 0      |
| 1995/96 | Deportivo La Coruña | Hiszpania | Primera División | 25    | 0      |
| 1996/97 | Sporting Gijón      | Hiszpania | Primera División | 38    | 2      |
| 1997/98 | Sporting Gijón      | Hiszpania | Primera División | 13    | 0      |
| 1998/99 | CD Badajoz          | Hiszpania | Segunda División | ?     | ?      |

## Kariera reprezentacyjna
W reprezentacji Hiszpanii Villarroya zadebiutował 20 września 1989 roku w wygranym 1:0 meczu z Polską. W 1990 roku został powołany przez Luisa Suáreza do kadry na Mistrzostwa Świata we Włoszech. Tam był podstawowym zawodnikiem i zagrał w czterech meczach: z Urugwajem (0:0), z Koreą Południową (3:1) i z Belgią (2:1) oraz przegranym w 1/8 finału z Jugosławią (1:2). Ostatni mecz w kadrze rozegrał w 1992 roku przeciwko Wspólnocie Niepodległych Państw (1:1). Łącznie w reprezentacji wystąpił 14 razy.